# Nvidia

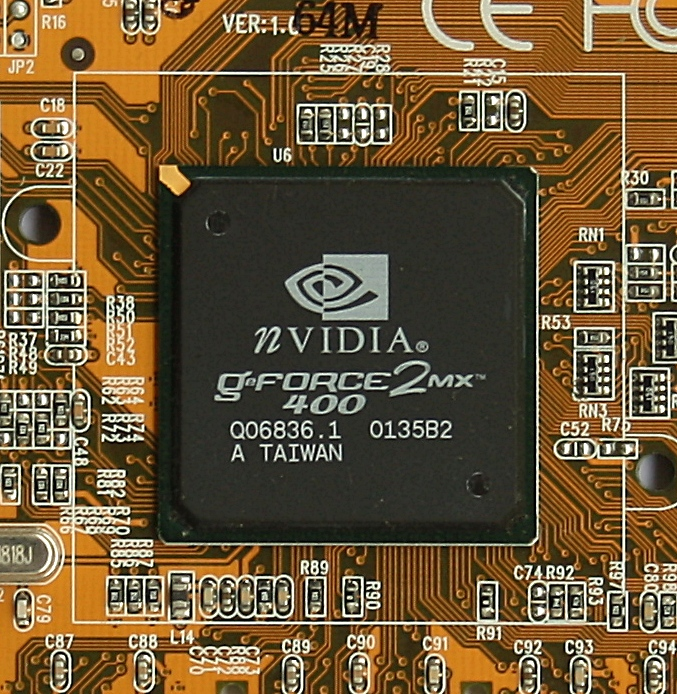
Nvidia Geforce 400 GPU-mikroprocessor

Nvidia Corporation (/ɛnˈvɪdiə/ en-VID-ee-ə) är ett amerikanskt elektronikföretag som grundades av Jensen Huang, Chris A. Malachowsky och Curtis Priem. Det är baserat i Santa Clara i Kalifornien och har drygt 26 000 anställda. I mitten av 2024 var bolaget det näst största företaget sett till marknadsvärde (3,1 biljoner USD), endast Microsoft hade högre marknadsvärde.
Nvidia designar grafikprocessorer och chipsets till moderkort. De är mest kända för grafikkortsserien GeForce men står även bakom en stor del av tekniken hos Microsofts Xbox, men inte i uppföljaren Xbox 360. Från 2022 bestod en växande del av omsättningen av microchips till företag inom AI-sektorn, vilket renderade ökad omsättning och vinst samt kraftigt ökat börsvärde.

## Historik
Jensen Huang, Chris A. Malachowsky och Curtis Priem grundade företaget den 5 april 1993. Företaget höll sig lågt fram till 1997–1998, då det släppte sin grafikprodukt RIVA PC. I januari 1999 noterades Nvidia på Nasdaq-börsen och i maj samma år hade totalt 10 miljoner grafikprocessorer sålts. Till och med februari 2002 hade Nvidia sålt 100 miljoner grafikprocessorer.
Idag är det Nvidia och dess rival Advanced Micro Devices (AMD köpte under 2006 upp grafikkortstillverkaren ATI Technologies) som levererar den mesta hårdvaran till separata grafikkort i vanliga hemdatorer. Nvidias GeForce-serie av grafikkort, först lanserad 1999, är jämförbar med AMD:s Radeon-serie. I dagsläget har konkurrenten AMD 19,5% av marknaden för separata grafikkort, medan Nvidia har 32,6 %. Det bör dock sägas att en stor del av marknaden som helhet bygger på integrerade kretsar på processorn, där Intel har en dominerande position, följt av AMD.
Nvidia, som under större delar av 2000-talet legat efter AMD i antal sålda grafikkretsar, lyckades under november/december 2006 nå en förstaplacering. Detta var mycket på grund av lanseringen av GeForce 8-serien, med GeForce 8800 GTX som flaggskepp. GeForce 8-grafikkortet var också den första grafikkretsen som stödde Microsofts nya DirectX 10.
GeForce 8-serien grafikkort är troligen den mest lyckade någonsin.

## Produkter
Nvidia tillverkar grafikprocessorer, trådlösa kommunikationsprodukter, moderkort till PC-plattformen samt digitala mjukvarumediespelare. Hos Mac/PC-användarna är Nvidia mest känt för sin GeForce-serie, som även användes i Microsofts spelkonsol Xbox samt Nvidia:s moderkortkrets nForce. Bolaget har under senare delen av 2010-talet breddat sina affärsområden till att bli en marknadsdominerande leverantör av hård- och mjukvara för artificiell intelligens
Nvidia liknar sin rival AMD i många aspekter. Båda företagen har under en lång period tillverkat grafikkortskretsar till PC-marknaden för att sedan expandera verksamheten för andra marknader. AMD har periodvis satsat stort på att sälja färdiga kort (inte bara kretsar) under eget namn, vilket Nvidia i princip inte har gjort.
December 2004 kom det till kännedom att Nvidia skulle utforma hårdvara till Sonys kommande spelkonsol Sony PlayStation 3. De exakta detaljerna om samarbetet har inte nämnts, men det Sony tillkännagett är att Nvidia ska utveckla PS3:ans GPU RSX; en modifierad version av G70. Microsoft valde för spelkonsolen Xbox 360 istället Advanced Micro Devices för grafikhårdvaran.
År 2016 släppte Nvidia GTX 10 serien (med arkitekturen Pascal) som gav rejält ökad prestanda och lägre energiförbrukning jämfört med tidigare GTX 900 generations serien med Maxwell arkitektur.

## Grafikprodukter
- NV1, en av Nvidias första produkter.
- RIVA 128, RIVA 128ZX - DirectX 5-stöd, nVIDIA:s första DirectX-kompatibla hårdvara.
- RIVA TNT, RIVA TNT2 - DirectX 6-stöd. Serien som gjorde nVIDIA marknadsledande.
- Geforce

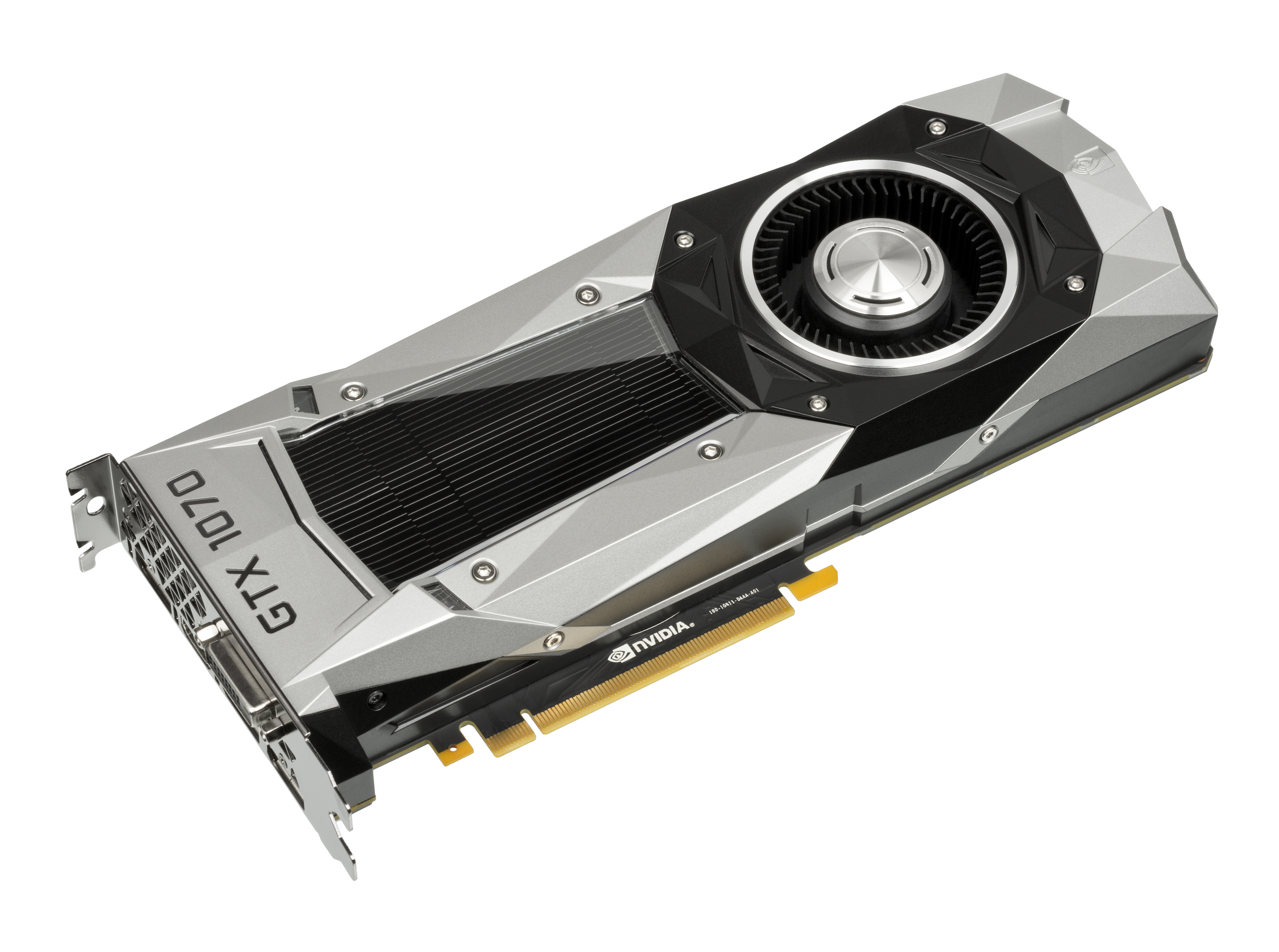
Nvidias arkitektur Pascal från 2016, innebär en rejält förbättrad prestanda och energieffektivitet, jämfört med tidigare arkitekturer.

  - Nvidias arkitektur Pascal från 2016, innebär en rejält förbättrad prestanda och energieffektivitet, jämfört med tidigare arkitekturer.[10]GeForce 256 (NV10) - DirectX 7-stöd, hårdvarutransformering och ljusbearbetning, introducerar DDR-minnesstöd.
  - GeForce 2 (NV15) - Förbättrad version av GeForce 256
  - GeForce 3 (NV20) - DirectX 8-stöd
  - GeForce 4 (NV25) - Förbättrad version av GeForce 3
  - GeForce FX-serien (NV30) - DirectX 9-stöd, påstods ge filmiska effekter.
  - GeForce 6 (NV40) - DirectX 9C-stöd
  - GeForce 7 (G70) - Förbättrad version av GeForce 6
  - GeForce 8 (G80) - Äldre versionen åt nVIDIA 8800GTS och nVIDIA 8800GTX, DirectX 10 stöd.
  - GeForce 8 (G92) - Nyaste versionen ex. nVIDIA 8800GT
  - GeForce 9 (G96) - DirectX 10-stöd, OpenGL 2.1
  - GeForce 200 (G9?[förtydliga]) - DirectX 10-stöd, OpenGL 2.1 (?)[förtydliga]
  - GeForce 400 (GF100) - DirectX 11-stöd
  - GeForce 580 (GF110) - Samtliga 512 CUDA-kärnor upplåsta, ny typ av kylare med en av de första ångkylarna
  - GeForce 680 (GK104) - 1536 CUDA-kärnor.
  - GeForce 780 (GK110), med arkitekturen Kepler.[11]
  - GeForce 750 Ti 2GB (GM107), (första grafikkortet av Nvidia som levereras med arkitekturen Maxwell[12])
  - GeForce 970 4GB (GM204)
  - GeForce 980 4GB (GM204), var världens bästa presterande grafikkort hösten 2014[13]
  - GeForce 980 Ti 6GB (GM200), en förbättrad version av GTX 980.[14]
  - GeForce GTX Titan X 12GB (GM200), Nvidias flaggskepp. Med åtta miljarder transistorer, 3 072 CUDA-kärnor och hela 12 GB grafikminne, gör detta till världens snabbaste grafikprocessor under 2015[15]
  - GeForce GTX 1070 8GB (GP104),
  - GeForce GTX 1080 8GB (GP104), världens snabbaste grafikkrets för spel under 2016[16]
- Quadro - GeForce-baserad professionell grafikhårdvara.
- Tesla - Används för tunga beräkningar.
- Maxwell - Innebär markant förbättrad energieffektivitet och bättre prestanda jämfört med tidigare modeller. I Maxwell har man helt ombyggda block, eller kluster. I Kepler kallades dessa för SMX och huserade 192 CUDA-kärnor. För Maxwell handlar det istället om SMM-kluster, vilka huserar 128 CUDA-kärnor vardera. Dessa är uppdelade i fyra segment, någonting som möjliggör mer finkornig clock-gating då varje segment kan stängas av individuellt för att spara ström. Till varje SMM-kluster hör 8 texturenheter, vilket ger 128 stycken för den fullskaliga varianten som används i Geforce GTX 980 och 104 stycken för avskalade GTX 970 som endast kommer med 13 SMM-kluster.)
- Pascal - GeForce GTX 1070 och GeForce GTX 1080 var de första grafikkorten som Nvidia levererade under arkitekturen Pascal.[10][17] Pascal tar steget till TSMC:s 16-nanometersteknik vilket innebär kraftig förbättring med prestanda och energieffektivitet. Pascal huserar 128 CUDA-kärnor i varje SM, ett antal som består efter Maxwell med Pascal. Den stora skillnaden mellan GTX 1080 och GTX 1070 är att Nvidia har sänkt klockfrekvensen från 1 733 till 1 506 megahertz och inaktiverat fem av de 20 multiprocessorenheterna.[18]

### Specifikationer: Geforce GTX 1080, GTX 1070 och GTX 1060
|                  | GTX 1080                                  | GTX 1070                                  | GTX 1060 6 GB                             | GTX 1060 3 GB                             |
| ---------------- | ----------------------------------------- | ----------------------------------------- | ----------------------------------------- | ----------------------------------------- |
| Teknik           | 16 nm TSMC                                | 16 nm TSMC                                | 16 nm TSMC                                | 16 nm TSMC                                |
| Krets            | GP104                                     | GP104                                     | GP106                                     | GP104/GP106                               |
| Kretsyta         | 314 mm2                                   | 314 mm2                                   | 200 mm2                                   | 314/200 mm2                               |
| Transistorer     | 7,2 miljarder                             | 7,2 miljarder                             | 4,4 miljarder                             | 7,2/4,4 miljarder                         |
| Arkitektur       | Pascal                                    | Pascal                                    | Pascal                                    | Pascal                                    |
| CUDA-kärnor      | 2 560 st.                                 | 1 920 st.                                 | 1 280 st.                                 | 1 152 st.                                 |
| Texturenheter    | 160 st.                                   | 120 st.                                   | 80 st.                                    | 72 st.                                    |
| Rasterenheter    | 64 st.                                    | 64 st.                                    | 48 st.                                    | 48 st.                                    |
| Klockfrekvens    | 1 607 MHz                                 | 1 506 MHz                                 | 1 506 MHz                                 | 1 506 MHz                                 |
| GPU Boost        | 1 733 MHz                                 | 1 683 MHz                                 | 1 708 MHz                                 | 1 708 MHz                                 |
| Beräkningskraft  | 8 873 GFLOPS                              | 6 463 GFLOPS                              | 4 372 GFLOPS                              | 3 935 GFLOPS                              |
| Minnesbuss       | 256-bit                                   | 256-bit                                   | 192-bit                                   | 192-bit                                   |
| Minnesmängd      | 8 GB GDDR5X                               | 8 GB GDDR5                                | 6 GB GDDR5                                | 3 GB GDDR5                                |
| Minnesfrekvens   | 10 000 MHz                                | 8 000 MHz                                 | 8 000 MHz                                 | 8 000 MHz                                 |
| Minnesbandbredd  | 320 GB/s                                  | 256 GB/s                                  | 192 GB/s                                  | 192 GB/s                                  |
| Strömförsörjning | 8-pin                                     | 8-pin                                     | 6-pin                                     | 6-pin                                     |
| Utgångar         | 1 st. DL-DVI 1 st. HDMI 2.0b 3 st. DP 1.4 | 1 st. DL-DVI 1 st. HDMI 2.0b 3 st. DP 1.4 | 1 st. DL-DVI 1 st. HDMI 2.0b 3 st. DP 1.4 | 1 st. DL-DVI 1 st. HDMI 2.0b 3 st. DP 1.4 |
| TDP              | 180 W                                     | 150 W                                     | 120 W                                     | ?/120 W                                   |

## Moderkort
De processorer moderkortet stödjer står inom parentes:
- nForce
  - nForce IGP (AMD Athlon/Duron K7-serien, IGP står för integrated graphics)
  - nForce 2 (AMD Athlon/Duron K7-serien)
  - nForce 3 (AMD Athlon 64/Athlon 64 FX/AMD Opteron)
  - nForce 3 Mobile (AMD Athlon 64 mobo/Transmeta Crusoe)
  - nForce 4 (PCI Express-stöd för AMD Athlon 64 och Intel Pentium 4-processorer)
  - nForce 5 (AMD AM2)
  - nForce 6 (Intel S775 Intel Pentium, Intel Celeron, Intel Core 2)
  - nForce 7 (Intel S775 Intel Pentium, Intel Celeron, Intel Core 2, Intel Quadcore)
- Xbox (Intel Pentium III Celeron)
- Playstation 3 (IBM 8-Core PowerPC Cell Broadband Engine, 8 SPE (Synergetic Processing Elemnets), nVIDIA RSX GPU med 256 GDDR3 och lika mycket XDR, SPU)